# Lauritzenia mucronata
Lauritzenia mucronata är en kvalsterart som först beskrevs av Lee 1993.  Lauritzenia mucronata ingår i släktet Lauritzenia och familjen Haplozetidae. Inga underarter finns listade i Catalogue of Life.